# سن قانونی مصرف دخانیات

نقشه سن قانونی استعمال دخانیات:
غیرقانونی در هر سنی
حداقل سن ۲۱
حداقل سن ۲۰
حداقل سن ۱۹
حداقل سن ۱۸
حداقل سن ۱۷
حداقل سن ۱۶
بدون قانون سنی

حداقل سن قانونی برای خرید سیگار و توتون متفاوت بوده، و از کشوری به کشور دیگر فرق دارد. (محدوده ۱۴ تا ۲۱ سال)، اما گرایش سن ۱۸ سال به سیگار، عمومی‌ترین سن قانونی است.

## آسیا
| کشور      | قانونی         | قانونی  | یادداشت‌ها                  |
| کشور      | سن سیگار کشیدن | سن خرید | یادداشت‌ها                  |
| --------- | -------------- | ------- | -------------------------- |
| ارمنستان  | بدون محدودیت   | ۱۸      |                            |
| بنگلادش   | ۱۵             | ۱۵      |                            |
| هنگ کنگ   | بدون محدودیت   | ۱۸      |                            |
| هند       | ۱۸             | ۱۸      |                            |
| ایران     | ۱۵             | ۱۵      | با توجه به وجود قانون مدون |
| کره جنوبی | ۱۹             | ۱۹      |                            |
| ژاپن      | ۲۰             | ۲۰      |                            |
| اردن      | ۱۸             | ۱۸      |                            |
| کویت      | ۲۱             | ۲۱      |                            |
| ماکائو    | ۱۸             | ۱۸      |                            |
| مالزی     | ۱۸             | ۱۸      |                            |
| مغولستان  | ۱۶             | ۱۶      |                            |
| پاکستان   | ۱۸             | ۱۸      |                            |
| سنگاپور   | ۱۸             | ۱۸      |                            |
| سری‌لانکا  | ۲۱             | ۲۱      |                            |
| تایوان    | ۱۸             | ۱۸      |                            |
| تایلند    | بدون محدودیت   | ۱۸      |                            |

## اروپا
| کشور          | قانونی         | قانونی  | یادداشت‌ها                                                                                       |
| کشور          | سن سیگار کشیدن | سن خرید | یادداشت‌ها                                                                                       |
| ------------- | -------------- | ------- | ----------------------------------------------------------------------------------------------- |
| اتریش         | ۱۶             | ۱۶      |                                                                                                 |
| بلاروس        | ۱۸             | ۱۸      |                                                                                                 |
| بلژیک         | ۱۶             | ۱۶      |                                                                                                 |
| بلغارستان     | ۱۸             | ۱۸      |                                                                                                 |
| قبرس          | ۱۸             | ۱۸      |                                                                                                 |
| جمهوری چک     | ۱۸             | ۱۸      |                                                                                                 |
| دانمارک       | بدون محدودیت   | ۱۸      | قبل از ۱ سپتامبر ۲۰۰۸                                                                           |
| استونی        | ۱۸             | ۱۸      |                                                                                                 |
| فنلاند        | ۱۸*            | ۱۸      | قبل از ۱ اکتبر ۲۰۱۰                                                                             |
| فرانسه        | ۱۶             | ۱۶      | قبل از ۱۶ مارس ۲۰۰۹                                                                             |
| آلمان         | ۱۸             | ۱۸      |                                                                                                 |
| یونان         | ۱۸             | ۱۸      |                                                                                                 |
| جمهوری ایرلند | ۱۸             | ۱۸      |                                                                                                 |
| جزیره من      | بدون محدودیت   | ۱۸      |                                                                                                 |
| ایتالیا       | بدون محدودیت   | ۱۸      |                                                                                                 |
| هلند          | بدون محدودیت   | ۱۶      |                                                                                                 |
| لوکزامبورگ    | بدون محدودیت   | ۱۶      | (قانون کنترل تنباکو که در ۱۱ اوت ۲۰۰۶ تصویب شد، فروش تنباکو به افراد زیر ۱۶ سال را ممنوع می‌کند) |
| نروژ          | بدون محدودیت   | ۱۸      |                                                                                                 |
| لهستان        | بدون محدودیت   | ۱۸      |                                                                                                 |
| پرتغال        | ۱۸             | ۱۸      | Law decret #156/۰۷ article 15 from the Republic Diary                                           |
| رومانی        | بدون محدودیت   | ۱۸      |                                                                                                 |
| صربستان       | ۱۸             | ۱۸      |                                                                                                 |
| اسلواکی       | ۱۸             | ۱۸      |                                                                                                 |
| اسپانیا       | ۱۸             | ۱۸      |                                                                                                 |
| سوئد          | بدون محدودیت   | ۱۸      |                                                                                                 |
| سوئیس         | ۱۷/۱۸          | ۱۷/۱۸   | هر کانتون قانون ویژهٔ خود را دارد در برخی محدودیت سنی برای ۱۶ سال و در برخی دیگر ۱۸ سال است.     |
| بریتانیا      | ۱۸             | ۱۸      | تا اکتبر ۲۰۰۷ افراد ۱۶ سال هم می‌توانستند خرید کنند.                                             |

## استرالیا
در تمامی ایالت‌های استرالیا فروش دخانیات به افراد زیر ۱۸ سال غیرقانونی است. همچنین برای افراد بالای ۱۸ سال، در اختیار گذاشتن دخانیات به افراد زیر ۱۸ سال ممنوع است. گرچه برای افراد زیر ۱۸ سال، فروش سیگار (در معنی خاص - و نه مواد دخانی دیگر) غیرقانونی نیست ولی این کار برای صاحب فروشگاه پیگرد قانونی دارد؛ نیز در اختیار داشتن دخانیات و حتی مصرف آن برای افراد زیر ۱۸ سال ممنوعیتی ندارد. سن مصرف دخانیات در هر منطقه و ایالت متفاوت است ولی سن فروش آن از ۱۸ پایین‌تر نیست.

## بلاروس
تبلیغ دخانیات در تلویزیون و رادیو از ساعت ۷ صبح تا ۱۰ شب و در صفحهٔ اول یا آخر روزنامه‌ها و مجلات، نزدیک مراکز ورزشی یا تأسیسات سلامت عمومی ممنوع است. هر نوع تبلیغ دخانیات نباید خصوصیات محصول و شکل سیگار را نشان دهد.

## بلژیک
فروش سیگار به افراد زیر ۱۶ سال ممنوع است. این قانون به شدت در فلاندر و همین‌طور در والونی به اجرا گذاشته شده بود.

## شیلی
ممنوعیت تبلیغات دخانیات در نشریات برای افراد زیر ۱۰ سال تعیین شده است. از این رو، ارائه، توزیع یا رایگان در اختیار دادن محصولات تنباکو به کودکان زیر ۱۶ سال سن در اماکن عمومی ممنوع است.

## کلمبیا
بر اساس قانون، فروش سیگار و تنباکو فقط برای افراد ۱۸ سال و بیشتر از آن مجاز می‌باشد و تبلیغات تلویزیونی سیگار نیز بین ساعات ۲۳ و ۶ صبح باید انجام بگیرد. مدت زمان تبلیغ برای هر نام تجاری ۳۰ ثانیه می‌باشد که ۲۰ درصد از وقت آن باید به یادآوری اینکه سیگار و تنباکو برای سلامتی مضر می‌باشد، اختصاص یابد.
قانون جدید کنترل تنباکو که در سال ۲۰۰۹ تصویب شده است، فروش تنباکو و سایر دخانیات را برای افراد زیر سن قانونی منع کرده است.

## جزایر کوک
سن قانونی برای استعمال سیگار، ۲۱ سالگی می‌باشد.

## کاستاریکا
فروش سیگار به افراد زیر سن قانونی (کم‌تر از ۱۸ سال)، بر اساس قانون شماره ۱۷۹۶۷-اس مصوبه چهارم فوریه ۱۹۸۸ ممنوع است. مصرف سیگار توسط کودکان زیر ۱۰ سال غیرقانونی می‌باشد.

## کرواسی
سن قانونی کشیدن سیگار ۱۸ سالگی می‌باشد. فروش تنباکو توسط دستگاه‌های خودکار فروش ممنوع می‌باشد.

## کوبا
قطعنامه وزارت بازرگانی فروش سیگار به افراد زیر سن ۱۶ سال را ممنوع کرده است.

## جمهوری چک
سن قانونی برای استعمال دخانیات بر اساس قانون ۳۷۹/۲۰۰۵ مصوب ۱۹ اوت ۲۰۰۷، ۱۰ سالگی می‌باشد.

## دانمارک
استعمال دخانیات در تمامی مکان‌های وزارت بهداشت، جلسات شورای عمومی و هییت مدیره ممنوع می‌باشد مگر این که تمامی اعضا موافقت خود را برای استعمال سیگار اعلام کنند.
استفاده از تمامی محصولات مرتبط با تنباکو شامل سیگار کاغذی و لوله‌ای، توسط مدل‌ها، بازیگران و شخصیت‌های ورزشی در تبلیغات و اختصاص یک صفحه در مطبوعات به تبلیغات سیگار، ممنوع است.

## جمهوری دومینیکن
براساس قانون شماره ۲۷۲ فروش و عرضه مشروبات الکلی و دخانیات به افراد زیر سن ۱۸ سالگی ممنوع است.

## اکوادور
مطابق با قانون ۲۳۶۹ وزارت آموزش و پرورش و فرهنگ، مصرف سیگار و الکل در داخل و اطراف تمام مدارس (در همه سطوح آموزشی) توسط کارکنان و دانش آموزان ممنوع است. با این حال اگر شما ملیتی بریتانیایی دارید، می‌توانید از سن ۱۶ سالگی اقدام به خرید نمایید.

## السالوادور
۱۸ سالگی، حداقل سن مشروع برای کشیدن سیگار می‌باشد و فروش سیگار به افراد زیر سن قانونی بر اساس قانون شماره ۹۵۵ غیرمجاز می‌باشد.

## استونی
سن قانونی برای خرید و کشیدن سیگار، ۱۸ سالگی می‌باشد. فروش سیگار در مراکز بهداشتی، آموزشی و ورزشی ممنوع است. فروش آزاد سیگار و تنباکو توسط دستگاه‌های خودکار سکه‌ای نیز غیرمجاز اعلام شده است.

## فنلاند
تا قبل از سال ۱۹۹۵ سن قانونی در مورد خرید و استفاده از سیگار ۱۶ سال بود. درآغاز ماه مارس سال ۱۹۹۵، فروش سیگار به افراد زیر ۱۸ سال یک جرم محسوب گردیده و در آغاز اکتبر ۲۰۱۰، کشیدن سیگار توسط افراد زیر سن قانونی نیز جرم محسوب می‌گردد.

## فرانسه
بر اساس قانون، افراد زیر ۱۸ سال نمی‌توانند در مدارس سیگار بکشند. فروش سیگار توسط دستگاه‌های سکه‌ای در خارج از مغازه غیرقانونی می‌باشد. هم‌چنین در سال ۲۰۰۹، فروش سیگار به افراد زیر ۱۸ سال ممنوع گردید این در حالی است که پیش‌تر این محدودیت، ۱۶ سالگی بود.

## گرجستان
فروش دخانیات به کودکان زیر سن ۱۸ سالگی ممنوع است.

## آلمان
بر اساس قانون حمایت از جوانان، استعمال سیگار در اماکن عمومی توسط افراد زیر ۱۸ سال از اول سپتامبر ۲۰۰۷، غیرمجاز اعلام شد. هم‌چنین به‌طور کلی تبلیغات تلویزیونی و رادیویی ممنوع است.

## یونان
افراد زیر سن ۱۶ سال مجاز به خریدن سیگار یا فراورده‌های تنباکو نمی‌باشند.

## هندوراس
فروش سیگار یا محصولات دخانی به افراد زیر سن ۱۸ سال ممنوع است.

## هنگ کنگ
فروش سیگار به افراد زیر ۱۸ سال مجاز نیست، اما هیچ سن قانونی برای کشیدن سیگار وجود ندارد. هم‌چنین دستگاه فروش خودکار سکه‌ای محصولات دخانی مجاز نیست. این قوانین به شدت در ماکائو نیز به اجرا گذاشته می‌شود.

## مجارستان
محدودیت سنی برای کشیدن سیگار، ۱۸ سالگی می‌باشد. هم‌چنین فروش توتون تا ۲۰۰ متری مدارس و مراکز بهداشتی ممنوع است. هم‌چنین فروشندگان از فروش سیگار به افراد زیر سن قانونی یا فروش رایگان سیگارهای جدید منع شده‌اند.

## ایسلند
فروش به افراد زیر سن قانونی (۱۸ سال) غیرمجاز است. هم‌چنین فروش سیگار در مدارس یا توسط دستگاه‌های خودکار سکه‌ای ممنوع است. کشیدن سیگار در مدارس، مهدکودک، ساختمان‌های اختصاص داده شده برای فعالیت‌های اجتماعی و مکان‌های تفریحی مختص افراد زیر ۱۸ سال و مراکز بهداشتی و درمانی بر اساس قانون شمار ۶ مصوب ۳۱ می۲۰۰۲ ممکن نیست..

## هندوستان
فروش دخانیات به هر فردی که زیر سن ۱۸ سالگی در هند غیرقانونی است.

## اندونزی
از ژانویه ۲۰۱۰ هیچ حداقل سنی در کشور اندونزی، برای خریدن و استعمال سیگار وجود ندارد.

## ایران
در ایران طبق قانون هر نوع تبلیغ، حمایت، تشویق مستقیم و غیرمستقیم یا تحریک افراد به استعمال دخانیات اکیداً ممنوع است. فروش یا عرضه به افراد زیر پانزده سال یا به واسطه این افراد ممنوع است. کشیدن سیگار زیر ۱۵سال غیرقانونی است.

## اسرائیل
فروش محصولات دخانی به کودکان زیر ۱۷ سال غیرقانونی است. همچنین چاپ عکس و تبلیغات آن نیز ممنوع است، اما سن قانونی مصرف دخانیات ۱۶ سال است.
همچنین استعمال دخانیات برای کارمندان و ورزشکاران نیز ممنوع است. (محدودیت در تبلیغات) قانون شماره ۱۹۸۳–۵۷۴۳

## ایتالیا
سن قانونی برای خرید محصولات دخانی (تنباکو) در ایتالیا ۱۶ است.

## ژاپن
فروش سیگار به افراد زیر سن ۲۰ سال در ژاپن ممنوع است.

## قزاقستان
فروش دخانیات به افراد زیر ۱۸ سال غیرقانونی است. تبلیغات کردن برای افراد زیر سن قانونی و نیز دستگاه‌های فروش اتوماتیک (محصولات دخانی) ممنوع است.

## قرقیزستان
فروش دخانیات به افراد زیر ۱۸ سال غیرقانونی است.

## مقدونیه
افراد بالای ۱۸ سال فقط مجاز به مصرف دخانیات هستند. (قانون حفاظت در برابر سیگار کشیدن (قانون دخانیات) ماده ۵)

## مالزی
قبل از می ۱۹۹۴، سن قانونی ای برای سیگار کشیدن وجود نداشت. از تاریخ ۱۵ می ۱۹۹۴ فروش سیگار انتها می‌تواند به افراد دارای ۱۸ سال سن و بالاتر صورت گیرد و فروش سیگار به افراد کمتر از این سنین غیرقانونی محسوب می‌شود.

## جزیره مالت
سن قانونی مصرف دخانیات ۱۶ سال است (کنترل مصرف دخانیات)

## مکزیک
فرد باید برای خرید و استعمال سیگار شامل هرگونه فراورده‌های تنباکو ۱۸ سال داشته باشد.

## مولداوی
فروش به افراد زیر ۱۶ سال ممنوع است.

## مونته‌نگرو
فروش به افراد زیر ۱۸ سال ممنوع است.

## نیکاراگوئه
فروش به افراد زیر ۱۶ سال ممنوع است.

## رومانی
فروش محصولات دخانی به افراد زیر ۱۸ سال ممنوع است ماشین‌های فروش خودکار نیز ممنوع است. حداقل سنی جهت مصرف مواد دخانی وجود ندارد.

## عربستان سعودی
سن قانونی برای خرید تنباکو (محصولات دخانی) و ورود به سالن‌های استعمال قلیان ۱۸ سال است.

## صربستان
فروش به افراد زیر ۱۸ سال ممنوع است. گر چه بر خلاف آن، بسیاری از فروشندگان اقدام به فروختن سیگار به افراد زیر سن قانونی در صربستان می‌کنند.

## سنگاپور
فروش سیگار به افراد زیر ۱۸ سال غیرقانونی است، اگر چه برای افراد سن قانونی برای بزرگسال شدن یا بزرگسال به حساب آمدن براساس قانون سنگاپور ۲۱ سال است.

## سوریه
حداقل سن قانونی ۱۸ سال است [حکم ریاست جمهوری، شماره ۱۳ سپتامبر ۱۹۹۶]

## تایوان
فروش سیگار به افراد زیر ۱۸ سال ممنوع است، اگر چه سن قانونی در تایوان ۲۰ سال است.

## ترکیه
حداقل سن قانونی مصرف دخانیات ۱۸ سال است [قانون پیشگیری از آسیب ناشی از محصولات دخانی، قانون شماره ۴۲۰۷ ماده ۲]

## زیمبابوه
سیگار نمی‌تواند به افراد زیر ۱۶ سال سن به فروش رسد.